# Аллах Акбар
Аллах Акбар (на арабски: تكبير)  на арабски означава „Бог (Аллах) е по-велик от всичко“.
Този израз често се използва в арабския свят – когато някой е радостен, по време на демонстрации, битки и бунтове и при големи празници. Той се употребява и по време на всеки намаз – 5-те задължителни, установени от Корана, както и свободните намази по всяко време на деня.
Аллах Акбар е национален девиз на Ирак и присъства върху знамето на държавата. Това е и името на химна на Либия. Фразата може да бъде открита и на зелените ленти на националния флаг на Иран.